# ابراهیم‌آباد (هیرمند)
ابراهیم‌آباد روستایی است در بخش مرکزی شهرستان هیرمند، استان سیستان و بلوچستان.

## جمعیت
این روستا در دهستان جهان‌آباد قرار داشته و براساس سرشماری سال ۱۳۸۵جمعیت آن ۱۳۸نفر (۲۲خانوار) بوده‌است.

## موقعیت
این روستا در ۱۷ کیلومتری شهر زابل و ۹ کیلومتری جنوب غربی سیادکی و منطقه‌ای دشت قرار دارد. ارتفاع آن از سطح دریا ۴۷۵ متر و آب و هوای آن گرم و خشک است.